# Barbara Hopf
Barbara Hopf (* 24. Juli 1944 in Plauen, Vogtland; † 10. September 1988 in Mannheim) war eine deutsche Berufs- und Wirtschaftspädagogin. Neben zahlreichen Projekten war sie von 1975 bis zu ihrem Tod Professorin an der Universität Mannheim, und von 1979 bis 1982 Dekanin an der Fakultät für Philosophie, Psychologie und Erziehungswissenschaften.

## Leben und Wirken
Hopf studierte von 1963 bis 1967 den Fachbereich der Diplom-Handelslehre an der Universität Mainz. Ab 1967 war sie als wirtschaftliche Assistentin bei Joachim Peege am Lehrstuhl für Pädagogik an der Universität Mainz angestellt. Ihr Fokus lag hier besonders auf dem Fachgebiet der Wirtschaftspädagogik. 1971 schrieb sie ihre Dissertation zum Thema Die Scheinfirma als Bildungseinrichtung und wurde somit Doktor der Staatswissenschaften, 1975 folgte dann die Habilitation. Nebenbei lehrte sie von 1970 bis 1972 an kaufmännischen Berufsschulen, von 1971 bis 1975 war sie akademische Rätin am Pädagogischen Institut der Universität Mainz.
Ab 1975 nahm sie den Lehrauftrag als Professorin für Erziehungswissenschaften an der Universität Mannheim an. Parallel dazu hatte sie bis 1980 verschiedene Lehraufträge an den Universitäten Mainz, Kaiserslautern und Frankfurt am Main.
1979 übernahm sie drei Jahre die Akademische Leitung der Kontaktstelle für wissenschaftliche Weiterbildung (KWW) an der Universität Mannheim. Mit der Einrichtung wollte die Universität Mannheim einen Beitrag zur Förderung der wissenschaftlichen Weiterbildung Berufstätiger außerhalb der Universität leisten. Hierbei wurde mit außeruniversitären Bildungseinrichtungen wie Volkshochschulen, Wirtschaftsverbänden und Gewerkschaften zusammengearbeitet und Studien für Hochschulabsolventen entwickelt, die die erforderliche Eignung im Beruf erworben haben.
1982 und 1983 hatte sie die Position der Dekanin der Fakultät für Philosophie, Psychologie und Erziehungswissenschaften an der Universität Mannheim inne. 1987, ein Jahr vor ihrem Tod, wurde sie zum Ordinarius für Erziehungswissenschaften ernannt.
Ihr Tod kam trotz schwerer und langjähriger Krankheit überraschend. Sie liegt auf dem Hauptfriedhof Mannheim begraben.

## Forschung
Barbara Hopf hatte neben vielseitigen Projekte zahlreiche Forschungsaufträge.

### Forschungsaufträge
- 1971–1972: Forschungsauftrag des Bundesinstituts für Berufsbildungsforschung. Thema: Bürosimulation im Rahmen der kaufmännischen Grundbildung
- 1972–1974: Forschungsauftrag des Bundesinstituts für Berufsbildungsforschung, Berlin. Thema: Ausbildung der Ausbilder
- 1974–1975: Forschungsauftrag des Schuldezernats der Stadt Mannheim. Thema: Entwicklung von curricularen Rahmenkonzeptionen für das Fach Arbeitslehre im Schulversuch integrierte Gesamtschule Mannheim-Herzogenried
- 1977–1979: Explorationsstudie über Weiterbildungsinteressen und -bedürfnisse von Einwohnern der Stadt Mannheim

### Projekte
- 1977–1979: Ältere Generationen an Volkshochschulen
- 1978–1979: Weiterbildung ausländischer Arbeitnehmer der Stadt Mannheim
- 1979: Unterrichtsmodelle für das Fach Wirtschaftslehre
- 1983: „Schulbuchanalyse“ Thema: a) Entwicklung und Einsatz von Instrumentarien zur quantitativen und qualitativen Inhaltsanalyse von Schulbüchern an kaufmännischen Schulen. b) Erhebung über die im Fach Deutsch sowie wirtschaftlichen Fächern eingesetzten Schulbücher
- 1983–1984: Die Moderationstechnik – Eine Methode der Hochschuldidaktik
- 1987: Ausweitung der Wirtschaftspädagogik – Entwicklung und Stand der Disziplin an bundesdeutschen Hochschulen in der Zeit von 1962–1987

## Barbara-Hopf-Stiftung
Die Barbara-Hopf-Stiftung wurde nach ihrem Tod von ihren Eltern Werner und Antonie Hopf anlässlich ihres ersten Todestags am 10. September 1989 ins Leben gerufen. Nach deren Tod übernahm Gerald Hyde die Organisation der Stiftung. Die Stiftung fördert die Wirtschaftspädagogik und die Erziehungswissenschaften an der Universität Mannheim. Sie vergibt Preise für qualifizierte wissenschaftliche Arbeiten wie Masterarbeiten, Habilitations- und Dissertationsschriften, finanziert Forschungsinitiativen, gewährt Zuschüsse für nationale und internationale Kontakte und fördert Studierende im Rahmen von Stipendienzahlungen.
Besonders folgende Themenkreise werden gefördert: praxisnahe pädagogische Forschung, didaktische Gestaltung des kaufmännischen Unterrichts im Hinblick auf Handlungserfordernisse des Berufsleben und für Integration ausländischer Jugendlicher.

## Veröffentlichungen (Auswahl)
- Barbara Hopf: Die Scheinfirma als Bildungseinrichtung. Dissertation. Mainz 1971.[5]
- Barbara Hopf: Bürosimulation im Rahmen der kaufmännischen Grundbildung. In: Schriften zur Berufsbildungsforschung Band 9. Hannover: Jänecke 1973, S. 207–218.[6]
- Barbara Hopf: Funktion des Lernortes „Simulationsbüro“ im Rahmen der kaufmännischen Berufsausbildung. In: Joachim Münch (Hrsg.): Lernen – aber wo? Der Lernort als pädagogisches und lernorganisatorisches Problem. Trier 1977, S. 160–170.[7]
- Barbara Hopf, Joachim Münch: Interdependenzen von Lernortkombinationen und Output-Qualitäten betrieblicher Berufsbildung in ausgewählten Berufen. Darmstadt 1981, S. 677–725.[8]
- Barbara Hopf, Emanuel Turczynski: Zur Integration ausländischer Kinder und Jugendlicher. In: Materialien zur wissenschaftlichen Weiterbildung, Band 6. Universität Mannheim 1982.[9]
- Barbara Hopf: Didaktische Anmerkungen zur vorberuflichen Bildung. In: Lothar Beinke (Hrsg.): Zwischen Schule und Berufsbildung. München 1983, S. 194–209.[10]
- Barbara Hopf: Wirtschaftssimulation – Simulationsbüro. In: Rolf Birke (Hrsg.): Handbuch für das kaufmännische Bildungswesen. Darmstadt: Winkler 1985, S. 508–516.[11]
- Barbara Hopf: Beiträge zur Berufs- und Wirtschaftspädagogik. Universität Mannheim 1992.[12]